# El retorn del justicier
El retorn del justicier (títol original: Death Wish V: The Face of Death) és una pel·lícula estatunidenca dirigida per Allan A. Goldstein, estrenada l'any 1994. Es tracta del cinquè i últim lliurament de la sèrie Un justicier a la ciutat amb Charles Bronson. Ha estat doblada al català.

## Argument
Paul Kersey viu a partir d'ara amb Olivia Regent i la seva filla Chelsea. Però l'exmarit d'Olivia no és altre que el destacat pistoler Tommy O'Shea. Olivia li prohibeix veure la seva filla. Com ella l'amenaça de testificar davant els tribunals, Tommy envia un dels seus esbirros que la desfiguren. Kersey conté la seva còlera, a continuació demana Olivia en matrimoni. Quan aquesta és abatuda pels homes de O'Shea, Kersey, essent ell també un dels blancs, aconsegueix escapar in extremis. El « Justicier » torna a agafar doncs novament les armes en un últim combat.

## Repartiment
- Charles Bronson: Paul Kersey
- Lesley-Anne Down: Olivia Regent
- Michael Parks: Tommy O'Shea
- Saul Rubinek François Siener): Brian Hoyle
- Erica Lancaster: Chelsea Regent
- Jefferson Mapin: Al
- Kenneth Welsh: el tinent King
- Robert Joy: Freddie Flakes
- Miguel Sandoval: Hector Vasquez
- Kevin Lund: Paconi

## Producció

### Gènesi i desenvolupament
Els tres precedents films de la franquícia Un justicier a la ciutat havien estat produïts per Cannon Group. No obstant això, el 1989, l'empresa utilitza el capítol 11 de la llei sobre insolvències als Estats Units. La Securities and Exchange Commission investiga sobre la societat. Això provoca una escissió entre els dos propietaris, Yoram Globus i Menahem Golan. Aquest últim rellança llavors una altra societat, 21st Century Film Corporation.
Steve Carver inicialment havia de dirigir el film, però va preferir abandonar el projecte quan el pressupost va ser rebaixat pels productors. La plaça de director torna finalment a Allan A. Goldstein. Aquest últim és en principi molt sorprès per la proposició, perquè no havia llavors posat en escena cap film d'acció. Reescriurà a continuació el script afegint-hi molts elements de comèdia.
En un principi, aquest film no havia de formar part de la saga del Justicier, és un film que els productors han considerat afegir a la saga per capitalitzar aquest film de baix pressupost. Veient aquí un mitjà de fer tornar el cèlebre Justicier, el film és doncs retitulat Death Wish V: The Face of Death i el personatge principal és reanomenat Paul Kersey, poc abans del rodatge.

### Repartiment dels papers
Charles Bronson assumeix per cinquena i última vegada el paper del justicier Paul Kersey. És d'altra banda el últim film al cinema, no rodarà després més que telefilms: Family of Cops i les seves dues continuacions.
Saul Rubinek, que encarna aquí Brian Hoyle, tenia un altre paper al primer film de la saga, Un justicier a la ciutat (1974). La seva actuació tanmateix va ser tallada al muntatge.

### Rodatge
El rodatge va tenir lloc a Toronto al Canadà, mentre que l'acció del film es considera que té lloc a Nova York.

## Banda original
La música del film va ser composta per Terry Plumeri i interpretada per The Southwest Symphonia.
Llista títols
1. Main Titles - 3:10
2. Reggies Pressing - 1:20
3. Freddie Catches The Ball - 3:06
4. The Wounded Bear Goes Down - 1:56
5. Chickies Last Canoli - 2:10
6. Freddie Meets Olivia - 4:04
7. Olivias Death - 1:39
8. Olivias Theme - 1:03
9. Tommys Place - 2:48
10. Pauls Decision - 0:51
11. Ship Him To Jersey - 1:36
12. Stalking The Enemy - 0:56
13. Were Here - 2:15
14. Olivias Theme - 1:03
15. Pauls Package - 2:20
16. Tommys bath - 1:32
17. Stalking The Enemy - 1:30
18. The Forklift - 0:45
19. Sal Searches - 1:57
20. Stalking Sal - 2:09
21. Sals Death - 0:57
22. Tommy In Pursuit - 1:03
23. End Credits - 3:10
24. Looking For Mister Right - 4:24

## Saga del justicier
- 1974: Death Wish de Michael Winner
- 1982: Death Wish 2 (Jo sóc la justícia) (Death Wish II) de Michael Winner
- 1985: El justicier de la nit (Death Wish 3) de Michael Winner
- 1987: Jo sóc la justícia 2 (Death Wish 4: The Crackdown) de J. Lee Thompson
- 1994: El retorn del justicier (Death Wish V: The Cara of Death) d' Allan A. Goldstein
- 2017: Death Wish d'Eli Roth